# 福島県文化センター
福島県文化センター（ふくしまけんぶんかセンター）は、福島県福島市春日町にある多目的ホール。

## 概要
福島市のシンボルである信夫山の麓にあるホールをはじめとした複合施設である。1970年9月開館。1984年に郡山市民文化センターが完成するまでは福島県内で最大のホールだった。年間利用者は30万人に上る。管理運営は、（公財）福島県文化振興財団により行われており、館内に事務局が設けられている。

### 施設

#### 福島県文化センター
- 大ホール：座席数1,752席
  - 第1 - 4楽屋・リハーサル室・主催者室・第1 - 2和室
  - スタインウェイとヤマハ製のピアノ計2台が常備されている。
- 小ホール：座席数444席
  - 控室・第1 - 2和室
- 視聴覚室：110 m2、座席数108席
- 3階展示室：509 m2×2室
- 2階会議室兼展示室：466 m2、座席数最大200席
- 1階会議室：収容人員26名
- 応接室：収容人員10名
- 駐車場：450台収容（内おもいやり駐車場7台）

#### 福島県歴史資料館
福島県文化センター敷地内にある公文書館である。福島県の歴史を明らかにする公文書・古文書・図書などを調査研究し､ 収集・整理・保存する施設であり､ これらを広く一般に公開し､ 資料閲覧をはじめ学術研究に供するとともに､ 県民文化の振興と向上に寄与するために建設された。管理運営は県文化センターと同じく財団法人福島県文化振興財団によって行われている。
福島県史の編纂が1962年に始まって以降、各市町村史編纂の過程で調査収集された公文書や古文書の保存、活用の観点から福島県総務部の県史編纂会議で文書館建設の提言がなされ、1967年に建設の陳情が県に提出された結果、明治100周年記念事業として建設が決定し、福島県教育委員会が準備していた県文化センターと共に開館した。
展示においては時期ごとにテーマに沿った企画展が頻繁に開かれており、大学や博物館への講師派遣等も請け負っている。

### 沿革
- 1970年9月 - 県文化会館、県歴史資料館、県美術博物館の複合施設として県文化センターが開館。運営は同時に発足した財団法人福島県文化センター。
- 1984年3月 - 福島県立美術館が同年7月に開館するため、県美術博物館が廃止。
- 2001年 - 福島県文化財センター白河館まほろんの開館に伴い組織再編が行われ、運営元の名称が変更され、福島県文化振興財団となる。
- 2011年3月11日 - 東日本大震災（東北地方太平洋沖地震）により被災。詳細は後述
- 2016年4月1日 - 東邦銀行が命名権を取得し「とうほう・みんなの文化センター」（とうほう・みんなのぶんかセンター）の愛称が使用される。期間は5年間[2]。
- 2022年3月16日 - 地震により被災。大ホールが長期休止中

### 東日本大震災による被害
2011年3月11日、東北地方太平洋沖地震（東日本大震災）の発生により、人的被害はなかったものの、大ホール天井の4割程が落下、舞台機構が壊れた他、窓ガラス、スプリンクラー設備、空気調和設備や3階展示室の天井も壊れるなどの甚大な被害を受け、休館を余儀なくされた。
同年8月には、小ホールと2階会議室兼展示室等、一部施設が利用を再開したが、2012年1月から再び全館休館して復旧工事が行われた。支柱の追加や外壁を交換するなど耐震工事も行われた。復旧工事費用は約7億5000万円、他に、福島第一原子力発電所事故に伴う敷地等の除染に約9000万円を要した。
2012年9月29日、復旧工事が完了し再オープンした。

## アクセス
- JR東日本・阿武隈急行・福島交通福島駅より福島交通路線バスで文化センター入口下車。
- 東北自動車道福島飯坂インターチェンジから国道13号を使い5.5 km、約10分。福島西インターチェンジから国道115号、国道4号を使い8 km、約20分。